# Eli Benneweis
Eli Johan Benneweis f. Holte (født 7. august 1911 i København, død 23. december 1993 i Dronningmølle) var en dansk cirkusdirektør i Cirkus Benneweis.
Eli begyndte at lede cirkusset i 1945 sammen med plejemoderen Irene Benneweis, da hans plejefar Ferdinand Benneweis døde. Han fornyede cirkusset med dyr.
Han var også involveret i flere andre cirkus; Cirkus Korona (1948), Cirkus Belli (1955-57), Cirkus Buster (1961), Cirkus Hans Strassburger (Tyskland 1954), Cirkus Palmiri-Benneweis (Italien 1957-65), Cirkus Barum (Tyskland 1963-67) og Cirkusbygningen i København (1970-1990).
Han var gift med Eva, som han havde adoptivdatteren Diana Benneweis med.